# Swedera van Runen
Swedera/Zwedera van Runen, van Heeckeren of van Rechteren (Goor, ca. 1346 – Diepenveen, 21 februari 1407) was een van de stichters van het vrouwenklooster Diepenveen. 

## Biografie
Swedera was de dochter van Frederik van Heeckeren van der Eze en Lutgard van Voorst, die erfdochter was in de familie Van Rechteren. Swedera trouwde met Jan III, heer van Ruinen  met wie ze een dochter kreeg, Bertrade. Het meisje kwam vroeg te overlijden, waarop Swedera en Jan III in de Mariakerk in Ruinen een Catherinakapel lieten bouwen. Van een eventuele zoon waarover in de levensbeschrijving van Swedera wordt geschreven, zijn geen gegevens bekend. Korte tijd na het overlijden van Bertrade, stierf ook Jan III. Hij liet, vastgelegd in een testament, al zijn bezittingen na aan Swedera. Omdat het kasteel in Ruinen werd bezet, vluchtte ze naar Kampen. Vervolgens kocht ze een huis in Deventer, waar zij in contact kwam met de Moderne Devoten zoals Johannes Brinckerinck, volgelingen van Geert Grote.
Onder de indruk van de leefwijze van de Zusters van het Gemene Leven, wilde ze zich bij hen aan te sluiten. Er golden echter (ongeschreven) regels voor de zusterschap die het voor Swedera, als weduwe, moeilijk maakten om er deel van uit te maken. Mede dankzij haar bijdrage van 300 gulden, kon onder leiding van Johannes Brinckerinck ten noorden van Deventer het vrouwenklooster Diepenveen gebouwd worden. In hetzelfde jaar, 1402, werd er toestemming gegeven voor de stichting van een regularissenklooster, en Swedera behoorde tot de eerste drie zusters die op het kloosterterrein hun intrek namen. In 1407 werd begonnen aan de bouw van de kapel van het klooster.
Swedera van Runen overleed op 21 februari 1407.

## Vernoemingen
- In Diepenveen is een straat naar Swedera vernoemd.
- In Ruinen is een Zwederaweg te vinden.